# Мутье-д’Аэн
Мутье́-д’Аэ́н (фр. Moutier-d’Ahun, окс. Mostier d’Aiun) — коммуна во Франции, находится в регионе Лимузен. Департамент коммуны — Крёз. Входит в состав кантона Аэн. Округ коммуны — Гере.
Код INSEE коммуны — 23138.

## Население
Население коммуны на 2010 год составляло 157 человек.
| 1962 | 1968 | 1975 | 1982 | 1990 | 1999 | 2010 |
| ---- | ---- | ---- | ---- | ---- | ---- | ---- |
| 312  | 274  | 244  | 234  | 195  | 194  | 157  |

## Экономика
В 2010 году среди 102 человек трудоспособного возраста (15—64 лет) 71 были экономически активными, 31 — неактивными (показатель активности — 69,6 %, в 1999 году было 57,3 %). Из 71 активных жителей работали 56 человек (31 мужчина и 25 женщин), безработных было 15 (11 мужчин и 4 женщины). Среди 31 неактивных 5 человек были учениками или студентами, 17 — пенсионерами, 9 были неактивными по другим причинам.